# Corpus Juris Hungarici

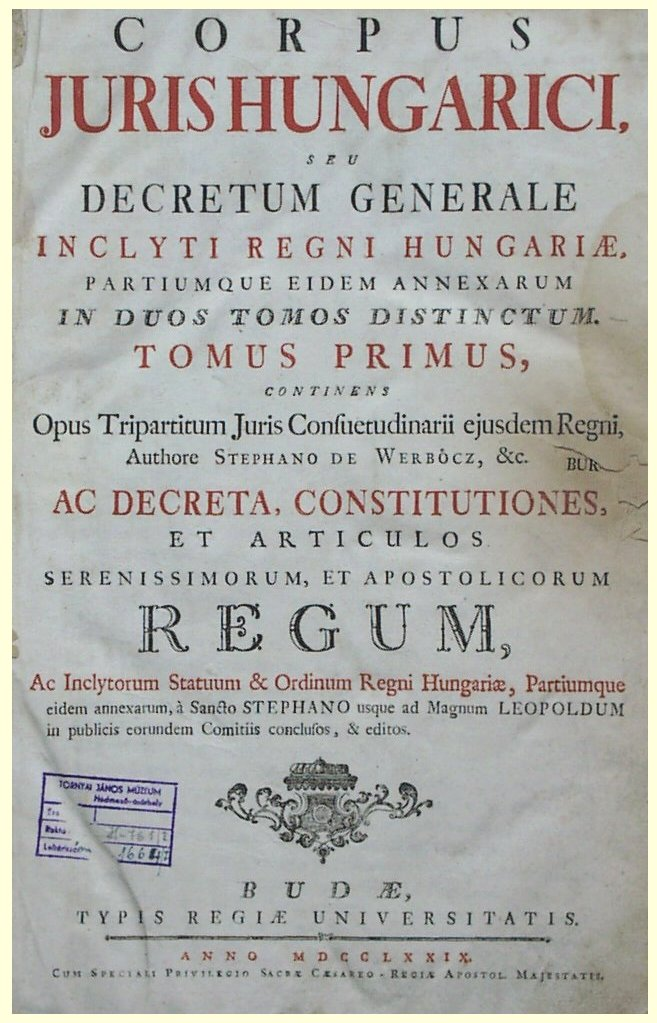
Corpus Iuris Hungarici

A Corpus Juris Hungarici (CJH) (néha Iuris írásmóddal) Magyarország legfontosabb – nem hivatalos – törvénytára volt évszázadokon keresztül.

## Részei
A CJH két részből állt, az egyik rész 1000-től tartalmazta a törvényeket 1848-ig, a másik része pedig az 1867-től megjelent törvényeket foglalta magában. Az első rész hiányos, a benne szereplő törvények sem voltak mindig az eredeti törvények hiteles változatai. A második részben – melynek utolsó kötete 1948-ban jelent meg – törvények és azok indokolásának eredeti szövege volt olvasható.

## Corpus – a jog teste
A CJH-t a korabeli jogfelfogás corpus clausumnak, zárt testnek tekintette, ami azt jelentette, hogy minden törvény hatályos, ami abban benne van, és semmi nem hatályos, ami abban nincs benne. 
1896 után túlléptek ezen az értelmezésen, és egy több mint húsz kötetes sorozatban Corpus Juris Hungarici cím alatt, az eredeti művet is újra közölve mintegy folytatták azt az 1848 után született törvények újabb és újabb köteteivel. Ebben az értelemben a Corpus Juris az összes magyar törvények gyűjteménye, mely elvileg a mai napig ugyanezen cím alatt volna folytatható.

## A Corpus Juris Hungarici története

### A Hármaskönyv hatása
A 16. század elején egyre sürgetőbbé vált Magyarországon, hogy a fél évezred alatt keletkezett, sokszor fel sem lelhető törvényekből, széles körben elterjedt szokásokból olyan egységes joganyag szülessék, amely mindenki számára hozzáférhető, így kizárja az egymásnak is ellentmondó ítéleteket, és általános jogbiztonságot teremt. További jogbizonytalanságot eredményezett, hogy számos országgyűlés törvényei egyszerűen elkallódtak.
Werbőczy István ítélőmester – királyi megbízást teljesítve – egy egységes jogkönyvet (Hármaskönyv) szerkesztett. A munkával az 1514-es országgyűlés idejére készült el. Az országgyűlés elfogadta, a király szentesítette a művet. A kihirdetés – a megyéknek való megküldés – azonban elmaradt. A törvényi erőre emelkedés utolsó feltétele hiányzott, a Hármaskönyv a magyar királyságban soha nem emelkedett törvényerőre.
A Hármaskönyv a 16. század derekától gyakorlati jogforrássá vált ugyan, de ezzel együtt sem sikerült pótolnia a törvények teljes gyűjteményét. Az eredeti oklevelekhez a legtöbb perlekedő nem férhetett hozzá, és a bírák között is csupán kéziratos gyűjtemények forogtak.

### A törvénytár keletkezése
A törvénygyűjtemény alapját 1544 tájáról származó kéziratok alkotják, ezeket Illosfalvy István egri prépost másolta különböző magyar királyok rendeleteiről, törvénycikkeiről. Ezt az eredeti kéziratot használta fel Mossóczy Zakariás és Telegdi Miklós római katolikus püspökök 1584-ben, amikor első alkalommal adták ki a gyűjteményt latinul Nagyszombatban, a következő cím alatt: Decreta, constitutiones et articuli regum inclyti Ungariae, ab anno Domini millesimo trigesimo quinto, ad annum post sesquimillesimum octogesimum tercium, publiciis comitiis edita. (Azaz: Nemes Magyarország nyilvános gyűléseiben kiadott törvényei, rendelései és cikkelyei, az Úr ezerharmincnegyedik évétől kezdve az elmúlt ezerötszáznyolcvanharmadik évig.)
A mű jogi értelemben nem volt közhitelesnek tekinthető, alapvetően magánvállalkozás volt, nem több, mint a kéziratos gyűjtemények megrostált, tisztázott nyomtatott változata. Az egész azonban ekkor még csupán egy, a bírák munkáját segítő gyűjtemény volt, önmagában nem rendelkezett a törvény erejével. A joggyakorlat azonban fokozatosan felruházta azzal. Megszületett a magyar törvénytár.
Bodó Lajos (szelefarnosi) (17. század)i jogásznak a Farrago communium locorum Decretalium nec non consitutionum et consuetudinum inclyti regni Hung. in ordine alphabetico congesta című 1636-os munkája a magyar törvények első gyűjteménye volt, amely alapul szolgált a későbbi Corpus Jurisnak, de eddig nyomtatott példánya nem került elő. Kézirata (negyedrét, 380 lap) két egykorú másolatban és egy későbbi példányban az Országos Széchényi Könyvtárban található)

### Az 1696-os kiadás
A törvénytár az elkövetkező 100 évben több hasonló kiadást is megért, végül 1696-ban Szent-Ivány Márton nagyszombati jezsuita nyomdász a későbbi törvényekkel bővített változatát jelentette meg. Ez már minőségileg új alkotásként jelent meg, olyan magyar törvénytár lett, ami minden lényeges kérdésben eligazított, egymagában elégséges volt a helyes joggyakorláshoz. Ekkor adták a műnek a Corpus Juris Hungarici (a magyar jogszabályok összessége) nevet. A latin cím a jogban jártas kortársakban két másik, évszázadok óta Európa-szerte használt művet is felidézett: a Római Birodalom törvényeit, rendeleteit összefoglaló Corpus Juris Civilist és az egyházi törvénykönyvet, a Corpus Iuris Canonicit.
A megjelent új mű négykötetes beosztást kapott. Az első kötet lett a Tripartitum, a második sorolta el a törvényeket Szent Istvántól 1584-ig (ez tehát az első kiadás foglalata), a harmadikba kerültek a második kiadás bővítményei 1606-ig, a negyedikbe Novellae címen az 1606-tól 1687-ig meghozott törvények.
A jezsuiták hozzáfogtak egy sor korábban már megjelent jogi munka kiadásához is, a Corpus Juris betűivel, azonos méretben, azonos papíron. Így jelent meg az Observationes processus causarium militaris (a királyi Főtörvényszék becsületsértési esetekre vonatkozó eljárási szabályai), régi esküformák, különféle antik jogszabályok, aztán a magyar királyok felsorolása, a megyéké, a püspökségeké, az esztergomi érsekeké, a nádoroké.

### Akiegyezésután
1848-ig összesen nyolc kiadást ért meg, és fokozatosan bővülve tartalmazta az összes hatályos törvényt. Először 1866-ban fordította le a latin szövegeket magyarra Gegus Dániel szegedi tanácsnok. A fordítás hemzsegett a hibáktól, félreértésektől.
1896-ban új sorozatot indítottak, majd évről évre kiadták az újabb törvényeket, így bővítve a törvénygyűjteményt. A magyar és a latin szöveget párhuzamosan közölték, az egész művet több kötetre bontották. A Tripartitum ezúttal önálló kötetet kapott. A törvények sorában az első kötet 1000-től 1526-ig tartalmazza a törvényeket, a következő 1526-tól 1608-ig, aztán 1608-tól 1657-ig, majd 1657-től 1740-ig, utána 1740-től 1835-ig. A kiadás folytatólag közölte az 1848 utáni törvényeket is, az eredeti törvénygyűjtemény kibővült további kötetekkel, majd pótkötetekkel egészen 1918-ig. A gyűjteményt később két nagyobb részre osztották: az 1848-ig és az 1867-től kiadott törvényekre, ez utóbbi utolsó kötete 1948-ban jelent meg.